# Жан-Клод Трише
Жан-Клод Трише (на френски: Jean-Claude Trichet) е френски финансист.
Той е роден на 20 декември 1942 година в Лион. Дългогодишен служител на френското министерство на финансите, през 1987 година той става член на Групата на тридесетте. От 1993 до 2003 година е управител на Френската банка, централната банка на Франция. През 2003 година оглавява Европейската централна банка, като мандатът му изтича на 31 октомври 2011 година.
Почетен доктор на Университета за световно и национално стопанство в София (2009).